# Pseudophacopteron pretoriense
Pseudophacopteron pretoriense är en insektsart som beskrevs av Capener 1973. Pseudophacopteron pretoriense ingår i släktet Pseudophacopteron och familjen Phacopteronidae. Inga underarter finns listade i Catalogue of Life.